# Университет штата Вашингтон
Университет штата Вашингтон (англ. Washington State University, сокр. Washington State, WSU или Wazzu) — американский университет Пулмене, штат Вашингтон, с широким спектром дисциплин, включающих такие специализации как инженерное дело, ветеринария, сельское хозяйство, медицина, естественные науки и многие другие.
Один из ведущих государственных университетов Америки, с высокой научно-исследовательской деятельностью по классификации Карнеги. Основанный в 1890 году, также является одним из старейших университетов на американском Западе.

## История
В 1862 году президент Авраам Линкольн подписал Закон Моррилла, разрешающий создание учебных учреждений с Университетов с предоставлением земли. Закон Хэтча 1887 года расширил Закон Моррилла, предоставив федеральные средства для создания Сельскохозяйственных опытных станций в таких учебных заведениях. Вскоре после обретения статуса штата (Территория Вашингтон стала 42-м штатом в составе США), 11 ноября 1889 года Законодательное собрание штата Вашингтон начало предпринимать шаги для создания собственного колледжа. 28 марта 1890 года Палатой представителей был принял законопроект House Bill 90 о создании учебного заведения с названием Сельскохозяйственный колледж, экспериментальной станция и научная школа штата Вашингтон (Agricultural College, Experiment Station and School of Science of the State of Washington). Несколько дней спустя губернатор Элиша Ферри подписал закон о создании этого колледжа. Учебное заведение было открыто в Пулмене 13 января 1892 года. В 1897 году состоялся первый выпускной из семи мужчин и женщин.
Когда колледж подходил к первому десятилетию своего существования, его президент — Энох Брайан предпринял в 1899 году попытку изменения названия учебного учреждения на Колледж штата Вашингтон (Washington State College). Но эта и последующие попытки в 1901 и 1903 годах потерпели поражение из-за сильной оппозиции за попытку создать ещё один государственный университет, который мог бы подорвать значимость Вашингтонского университета в Сиэтле. Однако в 1905 году колледж наконец смог официально сменить свое название на Государственный колледж Вашингтона (State College of Washington или неофициально — Колледж штата Вашингтон).
Бюджетные проблемы поразили Колледж штата Вашингтон в годы Великой депрессии. Бюджет, преподавательский состав, зарплаты и количество учащихся резко упали. С началом Второй мировой войны колледж заключил контракт с военным министерством на размещение и обучение Сигнального корпуса Армии США. В Государственном коллед;е Вашингтона проходила предполетная подготовка и велось преподавание японского языка.
1 сентября 1959 года законодательный орган штата без возражений принял законопроект, который официально изменил название колледжа на Университет штата Вашингтон.

## Деятельность
В настоящее время Университет штата Вашингтон имеет три филиала: WSU Spokane, WSU Tri-Cities и Washington State University Vancouver.
В число его академических подразделений входят:
| - College of Agricultural, Human, and Natural Resource Sciences - College of Arts and Sciences - Carson College of Business - Edward R. Murrow College of Communication - College of Education | - Voiland College of Engineering and Architecture - Elson S. Floyd College of Medicine - College of Nursing - College of Pharmacy - College of Veterinary Medicine |

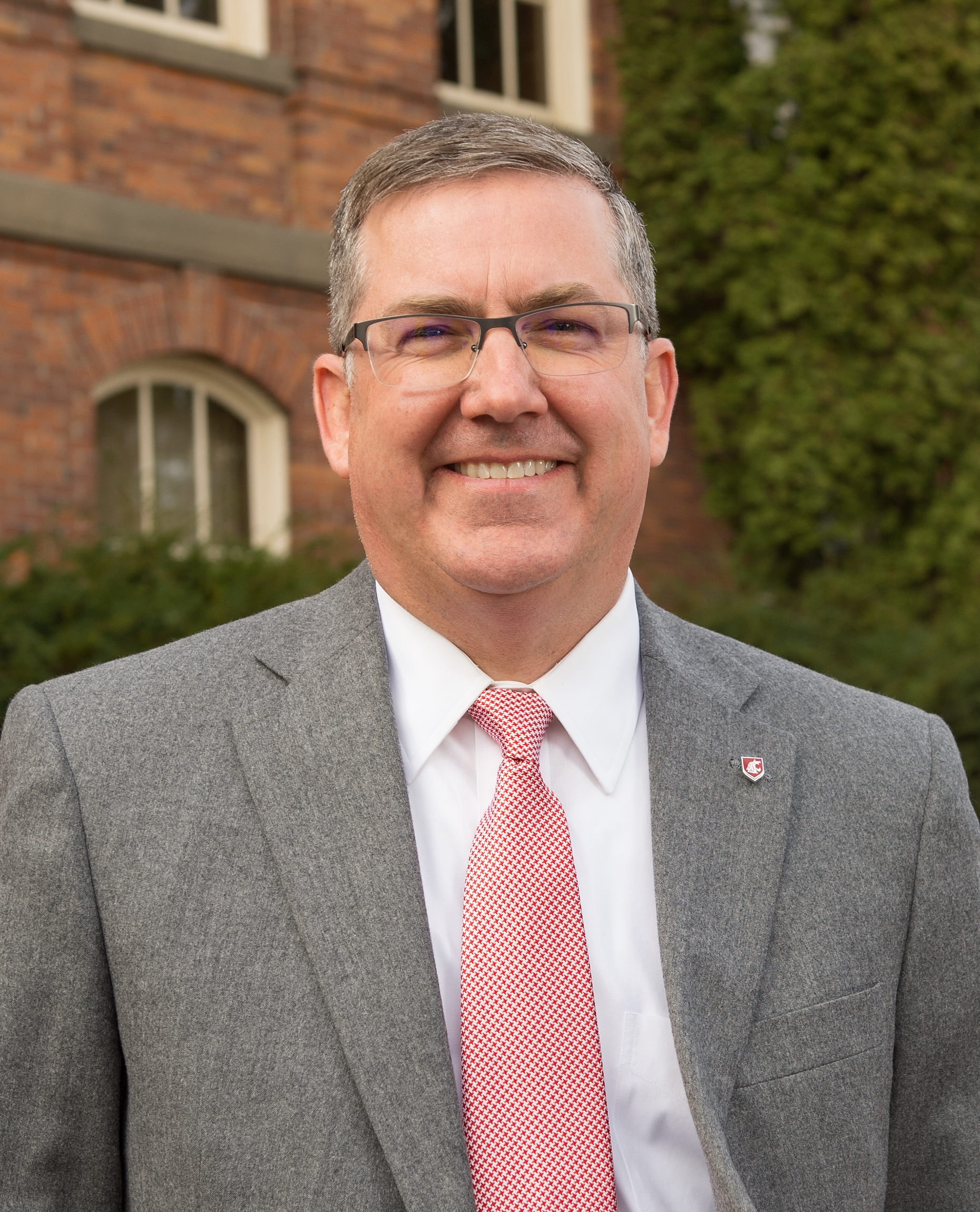
Кирк Шульц

Совет регентов из десяти человек управляет университетом и назначает президента. Президентами Университета штата Вашингтон были:
| - 1891—1892 George Lilley - 1892—1893 John W. Heston - 1893—1915 Enoch A. Bryan - 1915—1945 Ernest O. Holland - 1946—1951 Wilson M. Compton | - 1952—1966 C. Clement French - 1967—1985 Glenn Terrell - 1985—2000 Samuel H. Smith - 2000—2007 V. Lane Rawlins - 20007-2015 Elson S. Floyd |

11-м президентом университета с 2015 года является Кирк Шульц.
В числе выпускников университета многие известные люди: см. выпускники Университета штата Вашингтон.